# Щедрик ангольський
Ще́дрик ангольський (Crithagra capistrata) — вид горобцеподібних птахів родини в'юркових (Fringillidae). Мешкає в Центральній Африці.

## Опис
Довжина птаха становить 11-12 см. Дзьоб конічної форми, хвіст роздвоєний. Верхня частина тіла оливково-зелена, нижня частина тіла жовтувата. Над очима яскраво-жовті "брови". У самців на обличчі яскраво виражена чорна "маска".

## Підвиди
Виділяють два підвиди:
- C. c. capistrata Finsch, 1870 — від Габону до центральної Анголи, півдня ДР Конго і північної Замбії;
- C. c. hildegardae (Rand & Traylor, 1959) — центральна Ангола.

## Поширення і екологія
Ангольські щедрики мешкають в Габоні, Республіці Конго, Демократичній Республіці Конго, Бурунді, Замбії і Анголі. Вони живуть в рідколіссях і саванах міомбо, у вологих чагарникових заростях, на болотах і полях.